# Centro geofisico prealpino
Il Centro geofisico prealpino è una associazione di volontariato scientifico per la prevenzione di calamità naturali, dissesto ambientale e protezione civile.
Nasce il 6 settembre 1956 a Varese ed è parte integrante della "Società astronomica G.V. Schiaparelli".
Attualmente trasmette un regolare bollettino di informazione sulle frequenze del Gazzettino Padano.